# Lars Pålsson
Lars Pålsson (i riksdagen kallad Pålsson i Hemmesdynge), född 9 maj 1833 i Hemmesdynge socken i Malmöhus län, död där 23 januari 1901, var en svensk lantbrukare och politiker.
Pålsson var ledamot av riksdagens andra kammare 1887–1890, invald i Vemmenhögs härads valkrets i Malmöhus län. Han tillhörde Lantmannapartiet 1887 och Gamla lantmannapartiet 1888–1890.